# عنهة
العِنْهَة أو العُنقُوديّة هي جنس صغير من 10 أو 11 نوعًا من النباتات المزهرة في الفصيلة العنهية. مهدها المناطق المعتدلة في نصف الكرة الشمالي. يوجد أعلى تنوع في الأنواع في الصين حيث توجد أربعة أنواع.